# Carbine Williams (filme)
Carbine Williams é um drama americano de 1952 dirigido por Richard Thorpe e estrelado por James Stewart. O filme segue a vida de seu homônimo, David Marshall Williams ("Marshall "Carbine" Williams"), que inventou o princípio de funcionamento da M1 Carbine enquanto estava em uma prisão na Carolina do Norte. A M1 Carbine foi usada extensivamente durante a Segunda Guerra Mundial e na Guerra da Coréia.
Esse filme teve um orçamento de US$ 1.111.000,00 e faturamento de US$ 2.589.000,00.
Filmado originalmente em preto e branco, ele também é exibido em uma versão colorida por computador.

## Elenco
- James Stewart como David Marshall 'Marsh' Williams
- Jean Hagen como Maggie Williams
- Wendell Corey como Capt. H. T. Peoples
- Carl Benton Reid como Claude Williams
- John Smith como irmão de David Marshall (não creditado)
- James Arness como irmão mais velho de David Marshall